# Městečko na dlani (film)
Městečko na dlani je československé filmové drama (s určitými prvky komedie) natočený během Protektorátu, v roce 1942. Předlohou filmu byla stejnojmenná románová prvotina Jana Drdy z roku 1940. Režisérem filmu byl Václav Binovec, na scénáři se podíleli Josef Mach, Karel Steklý a Karel Hašler, kameramanem byl Julius Vegricht, filmovou hudbu složil Jiří Julius Fiala. Ve filmu hrála celá řada předních herců a hereček, např. Jindřich Plachta, František Smolík, Jaroslav Marvan, Ladislav Boháč, Marie Glázrová, Anna Letenská.

## Děj
Film se (stejně jako románová předloha) odehrává v idylickém městečku Rukapáň. Sledujeme tragikomickou mozaiku osudů obyvatel maloměsta, která se odehrává někdy v roce 1914 (z filmu je vynechán románový konec u vyhlášení První světové války. Film má též pohádkově mystické prvky (postava anděla). Pytlák Matěj Řezáč nestihne odnést svůj úlovek, protože ho pronásledují panští hajní. Ukryje se v dole, jehož vchod hajní hlídají. Najde však další východ a vrátí se domů ke své ženě. Starostu Buzka varuje anděl, aby již dále nepil. Václav Trantinec, syn boháče se uchází o chudobnou dívku Anči Karasovou. Na probíhajícím jarmarku je i Marie, bývalá žena Janka Pudeše, kterému utekla a ten se z toho zbláznil. Pytlák Matěj je povolán k radním, kde obdrží odměnu za záchranu života (hodinky s věnováním). Janek chce novou okarínu, za tu, kterou mu čepičář Stýblo rozbil. Nemá peníze, ale ostatní chlapi se na ni složí. Začnou si ho však dobírat, Janek uteče do kostelní věže, odkud spadne dolů. Václav Trantinec vyznává svou lásku chudé Anče, jeho otec ho za to zbije, nakonec ale stejně mají v kostele ohlášky. Starosta Buzek neposlechne dřívější varování anděla a opět pije. Anděl mu aspoň dá půl hodiny života. Starosta přichází do hospody, aby se rozloučil se svými sousedy a také ještě urovnal několik věcí.

## Obsazení
| František Smolík     | František Buzek, starosta Rukapáně, bednářský mistr |
| Jindřich Plachta     | blázen Janek Pudeš                                  |
| Jaroslav Marvan      | rada Zimmerheier                                    |
| Jaroslav Průcha      | pytlák Matěj Řezáč                                  |
| Gustav Hilmar        | Jan Trantinec                                       |
| Marie Blažková       | Trantincová                                         |
| Ladislav Boháč       | Václav, syn Trantincových                           |
| František Filipovský | čepičář Stýblo                                      |
| Marie Glázrová       | Anči Karasová                                       |
| Vladimír Řepa        | vorař Karas, Ančin otec                             |
| Blanka Waleská       | Pepča Řezáčová                                      |
| Jaroslav Průcha      | havíř Matěj Řezáč                                   |
| Anna Letenská        | Marie, bývalá Pudešova žena                         |
| Ferenc Futurista     | obecní strážník Pazdušek                            |
| Jára Kohout          | radní                                               |
| Ota Motyčka          | zřízenec na obecním úřadě                           |

## Místo natáčení
Předlohou fiktivního městečka Rukapáně je v románu rodné město Jana Drdy, tedy Příbram. Exteriéry filmu se však natáčely v malém městečku Ronov nad Doubravou na okraji Železných hor (okres Chrudim), několik scén se natočilo také v nedaleké Třemošnici a pod zříceninou hradu Lichnice. V Ronově nad Doubravou se uskutečnila také mimopražská předpremiéra filmu (4. září 1942), zatímco celostátní premiéra filmu se konala 18. září 1942. Interiéry se natáčely ve studiu Prag-Film AG (FOJA Radlice).

## Tragické osudy
Karel Hašler se nejen spolupodílel na scénáři, ale byl produkcí filmu určen také jako umělecký poradce. Během natáčení byl 2. září 1941 zatčen gestapem. Nejprve byl vězněn na Pankráci a v Drážďanech, poté byl deportován do koncentračního tábora Mauthausen, kde zahynul 22. prosince 1941. Anna Letenská spolu s manželem nechali ve svém bytě přespat jednoho člena odbojové skupiny. Nejprve byl zatčen její manžel, za herečku intervenoval majitel a producent společnosti Lucernafilm Miloš Havel, ale podařilo se mu dosáhnout jen toho, že herečku nechali dohrát v roztočených filmech a během filmování ji hlídalo gestapo. Po natočení poslední scény filmu Přijdu hned (Saša Rašilov v hlavní roli Václava Barvínka, vycpávače zvěře) byla zatčena 3. září 1942 (tedy ještě před premiérou filmu Městečko na dlani) a zahynula 24. října (nebo 25. října) 1942 rovněž v Mauthausenu. Málem tragicky skončilo natáčení i pro Jindřicha Plachtu, který právě scénu v kostelní věži, odkud spadne, dohrál jen s krajním sebezapřením a ihned poté byl odvozen sanitkou do nemocnice ve velkých bolestech a s vnitřním krvácením.